# Beto Jamaica
Roberto Pereira dos Santos (Salvador, 22 de janeiro de 1965), mais conhecido como Beto Jamaica, é um cantor e compositor brasileiro. 
Ficou famoso pelo seu trabalho como vocalista e compositor do grupo de Pagode É o Tchan!, em meados da década de 90.

## Carreira
Começou sua carreira no bloco afro Afoxé Zambi. Depois passou pelos blocos Muzenza e Ilê Aiyê.
Inspirado pelos sambas de roda do recôncavo baiano cria, em 1994, o Gera Samba, junto do amigo Compadre Washington. Posteriormente, o grupo seria renomeado para É o Tchan!. 
Fica no grupo até 2000, quando deixou o grupo e decidiu partir para carreira solo, sendo substituído por Renatinho da Bahia, escolhido após um concurso. No mesmo ano, lançou o CD É de Remexer, É de Rebolar, pela Universal Music. 
Volta ao É o Tchan! em 2010, posto que ocupa até os dias atuais. 
Em 3 de setembro de 2018, lança projeto “Movimento do Beto”, que mistura a música popular brasileira com o samba do recôncavo da Bahia e o samba baiano, que conta também com os cantores Jean Oliver, Negão Jamaica (este seu irmão), Caboquinho Movimento, Juninho Movimento e Pagode da Choca.

### Discografia

#### Solo
- Remexer, É de Rebolar (2000)

#### Com o É o Tchan!
- É o Tchan (1995)
- Na Cabeça e na Cintura (1996)
- É o Tchan do Brasil (1997)
- É o Tchan no Hawaí (1998)
- É o Tchan na Selva (1999)
- Desafio do Manequim (2017)

## Vida pessoal
O artista teve um relacionamento duradouro com a ex-dançarina do grupo É o Tchan! Débora Brasil.
Em 2017, se relacionou com Gabi Mascarenhas, na época também dançarina do seu grupo.
Em 2018, começa a namorar a tenente da Marinha Tati Santos, com quem ficou noivo em 2019.
Tem um filho chamado Roberto, que atualmente mora na Espanha, fruto de um rápido relacionamento com uma fã soteropolitana, chamada Eliane, em São Paulo.